# Al Darah-moskee
De Al Darah-moskee (Arabisch: مسجد الدارة) wordt beschouwd als een van de oudste moskeeën in de oude stad van Manama in Bahrein. Het ligt ten oosten van het dorp in een eerdere nederzetting en werd gesticht door de sjiitische geestelijke Ali Al-Baladi Al-Bahrani, begraven op de begraafplaats van Abu Anbara. De inscriptie markeert het als gebouwd in 1741.